# João Paulo da Silva
João Paulo da Silva (nacido el 22 de febrero de 1985) es un futbolista brasileño que se desempeña como centrocampista.
Jugó para clubes como el São Caetano, Paraná, Avaí, Albirex Niigata, Ponte Preta, Atlético Paranaense y Coritiba.

## Trayectoria

### Clubes
| Club                | País   | Año         |
| ------------------- | ------ | ----------- |
| São Caetano         | Brasil | 2005        |
| Força               | Brasil | 2006        |
| São José            | Brasil | 2006        |
| Londrina            | Brasil | 2007        |
| União Barbarense    | Brasil | 2008        |
| América             | Brasil | 2008        |
| Iraty               | Brasil | 2009        |
| Paraná              | Brasil | 2009        |
| Avaí                | Brasil | 2009        |
| Paraná              | Brasil | 2010        |
| Albirex Niigata     | Japón  | 2010 - 2011 |
| Ponte Preta         | Brasil | 2011 - 2012 |
| Atlético Paranaense | Brasil | 2012 - 2014 |
| Coritiba            | Brasil | 2015 -      |